# 安城市立安城北中学校
安城市立安城北中学校（あんじょうしりつ あんじょうきたちゅうがっこう）は、愛知県安城市新田町にある公立中学校。

## 概要
校区は池浦町、今池町、大岡町、北山崎町、昭和町、新田町、新明町、大東町、高木町、西別所町、東別所町、別郷町、弁天町、明治本町、山崎町、篠目町の一部、住吉町3丁目、東新町の一部であり、安城市立安城中部小学校校区、安城市立安城東部小学校校区の一部、安城市立新田小学校校区、安城市立今池小学校校区の生徒が通学する。

## 沿革
- 1947年（昭和22年）4月 - 安城町立安城中学校が開校。
- 1949年（昭和24年）4月 - 安城町立安城中学校が安城町立安城南中学校と安城町立安城北中学校に分立する。
- 1952年（昭和27年）5月5日 - 安城町が市制施行し、安城市となる。同時に安城市立安城北中学校に改称する。
- 1959年（昭和34年）4月 - 安城市立安城西中学校を分離する。
- 1975年（昭和50年）4月 - 安城市立東山中学校を分離する。

## 交通アクセス
- 名鉄西尾線 北安城駅下車、徒歩で約12分。
- JR東海道本線 安城駅下車、徒歩で約20分。
- 名鉄バス安城線「総合運動公園」バス停より徒歩で約2分。
  - 名鉄名古屋本線・西尾線 新安城駅より【81系統】「JR安城駅」行。【82系統】「安城更生病院」行。【83系統】「デンパーク」行に乗車。※ デンパーク行きは土休日のみ。

## 周辺施設

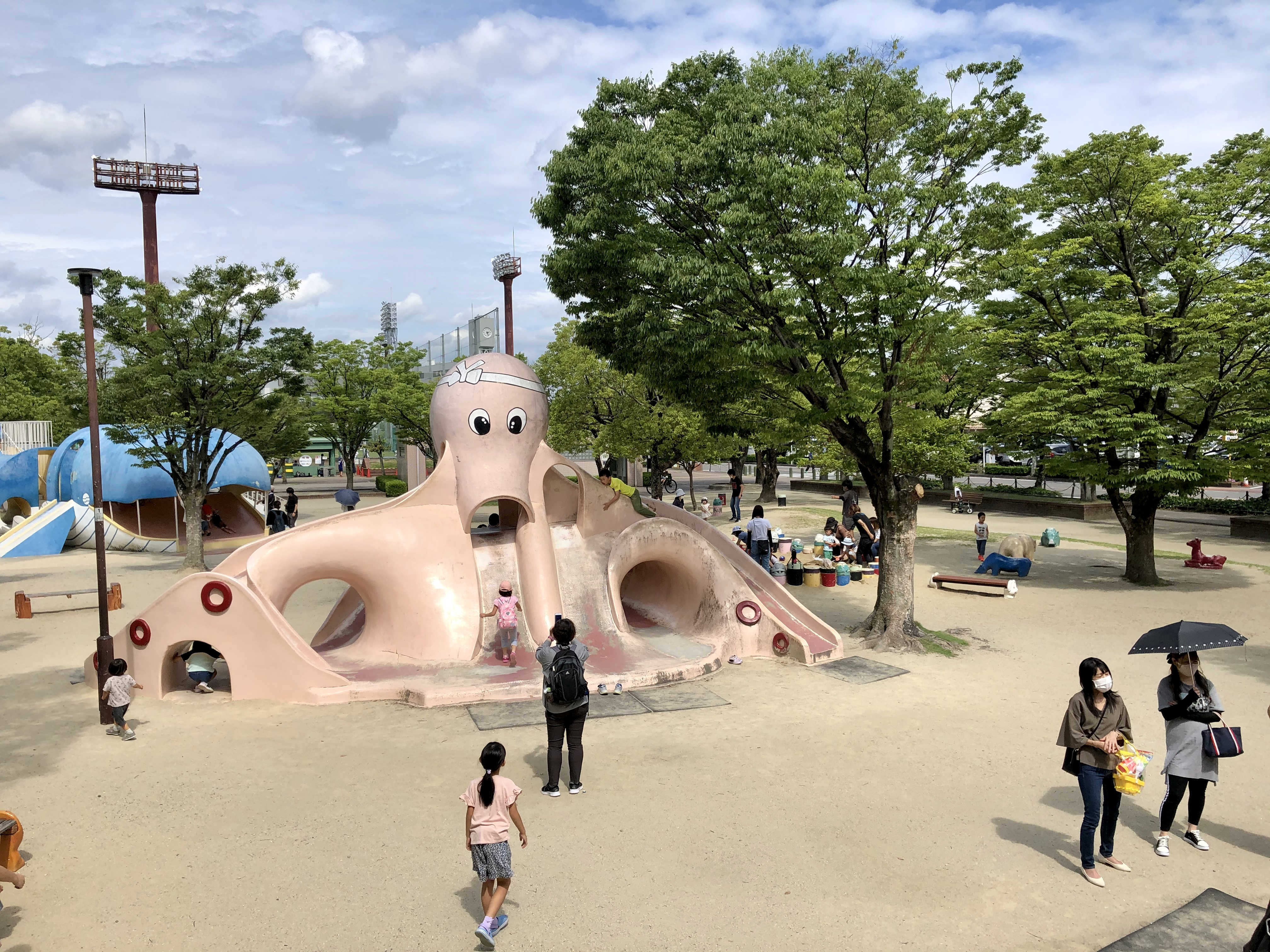
安城市総合運動公園内のタコ公園

- 愛知県立安城東高等学校
- 愛知県立安城農林高等学校
- 安城市立新田小学校
- 安城市立安城中部小学校
- 安城市総合運動公園
- ららぽーと安城

## 出身者
- 大見正（元衆議院議員）